# کارت اقامت دائم کانادا

نمونه کارت اقامت دائم کانادا که از سال ۲۰۰۲ تا ۲۰۰۹ صادر می‌شد.

نمونه کارت اقامت دائم کانادا که از سال ۲۰۰۹ تا کنون صادر می‌شود.

کارت اقامت دائم کانادا (به انگلیسی: Permanent Resident Card) که به PR معروف است، در تاریخ ۲۸ ژوئن ۲۰۰۲ و بر اساس قانون مهاجرت و حمایت از پناهندگان کانادا توسط اداره مهاجرت و شهروندی کانادا معرفی شد، یک سند شناسایی موقت است که به مهاجرانی که در این کشور موفق به کسب اجازه اقامت دائم می‌شوند، داده می‌شود. همچنین تمام افراد مقیم دائم پیشین نیز این قابلیت را دارا شدند تا برای این کارت به ازای ۵۰ دلار کانادا اقدام کنند. دارا بودن این کارت مگر برای سفرهای بین‌المللی اجباری نمی‌باشد. پس از آنکه مهاجر مدرک "مهاجر تازه وارد" یا "Landed Immigrant" را دریافت نمود و با استفاده از آن توانست وارد خاک کانادا شود، می‌بایست حتماً برای اخذ کارت اقامت دائم خود اقدام نماید. کارت اقامت دائم و مدرک مهاجر تازه‌وارد از جمله مدارکی هستند که مهاجر برای ورود یا ورود دوباره به کانادا از طرق مختلف من جمله هواپیما، قطار یا اتوبوس، می‌بایست حتماً یکی را ارائه کند. این قانون از تاریخ ۳۱ام دسامبر سال ۲۰۰۳ به اجرا گذاشته شد. اشخاص دیگر از ملیت‌هایی که گذرنامه معتبری داشته باشند و برای ورود به کانادا نیاز به گرفتن ویزا نداشته باشند، برای ورود به کاناد نیازی به کارت اقامت دائم نیز نخواهند داشت.

## مشخصات
از لحاظ ظاهری این کارت شبیه به کارت بانکی می‌باشد و موجب تسهیل در ورود دوباره به کشور کانادا می‌شود. این کارت شامل مشخصات امنیتی متعدد به‌روزی همراه با یک چیپ که اطلاعات لازم در آن وجود دارد می‌باشد.

## شرایط صدور و تمدید
کارت اقامت دائم تنها در کشور کانادا صادر می‌شود و هر ۵ سال یکبار باطل شده و می‌تواند دوباره با ارائه تقاضانامه و ثابت کردن اینکه متقاضی در مدت مورد نظر از نظر فیزیکی در کانادا حاضر بوده‌است یا به شکلی دیگر شرایط لازم را احراز کرده‌است، تمدید شود. همین‌طور افراد ممکن است شرایط لازم را مشروط بر اینکه دارای همسر کانادایی باشند یا در خارج از کانادا برای تجارت کانادا فعالیت کنند احراز کنند. کارت اقامت دائم خارج از خاک کانادا و بدون داشتن آدرس کانادایی قابل تمدید نمی‌باشد.
مهاجرین به کانادا باید در نظر داشته باشند که برگه "مهاجر تازه وارد" یا "Landed Immigrant" مدرک اصلی مهاجرت به کاناداست.